# Ptychamalia immunda
Ptychamalia immunda là một loài bướm đêm trong họ Geometridae.